# Huangpu (Guangzhou)

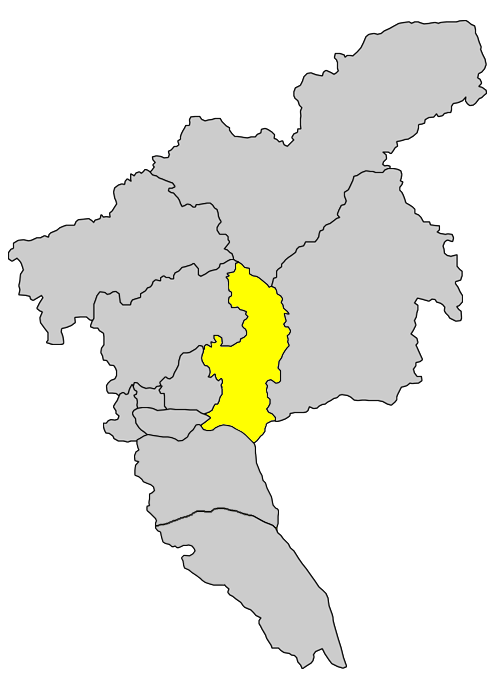
Lage des Stadtbezirks Huangpu innerhalb der Stadt Guangzhou

Huangpu (chinesisch 黃埔區 / 黄埔区, Pinyin Huángpǔ Qū, Jyutping wong4 bou3 keoi1, früher mit Whampoa transkribiert) ist ein Stadtbezirk in der südchinesischen Provinz Guangdong. Er gehört zum Verwaltungsgebiet der bezirksfreien Stadt Guangzhou (Kanton).
Die Fläche beträgt 484,2 Quadratkilometer und die Einwohnerzahl 1.264.447 (Stand: Zensus 2020).
Die 1924 gegründete Whampoa-Militärakademie der Kuomintang ist nach dem Stadtbezirk benannt.

## Geschichte

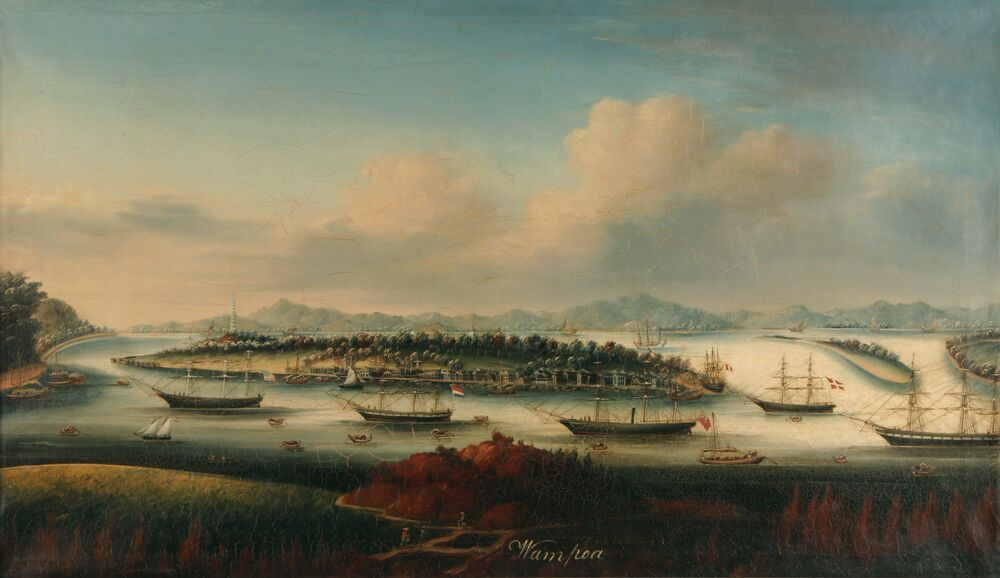
Hafen von Huangpu (Whampoa). Ölgemälde 19. Jahrhundert, Focke-Museum Bremen

Der Bezirk Huangpu ist von großer Bedeutung für die wirtschaftlichen Entwicklung Chinas. Ursprünglich „Guangzhou Development District“ genannt, war er einer der ersten wirtschaftlichen und technologischen Entwicklungsbezirke Chinas.
Am 12. Februar 2014 wurde der Bezirk Luogang von der chinesischen Zentralregierung aufgelöst und in den Bezirk Huangpu eingegliedert.
Der Bezirk ist ein möglicher Heimatort der Familie eines der ersten beiden chinesischen Einwanderer in Deutschland. Für 1821 finden sich erstmalig Belege für einen längerfristigen Aufenthalt zweier Chinesen in Deutschland, Feng Yaxing und Feng Yaxue, im Deutschland der Zeit wohl besser als „Assing“ und „Haho“ bzw. „Aho“ bekannt. 1822 nahm Lorenz Oken ihre Anwesenheit zum Anlass, in seiner Zeitschrift Isis über die beiden Männer zu schreiben, dem Zeitgeist entsprechend äußerst rassistisch gefärbt. Er nannte dabei aber die Orte, die er als ihre Heimatorte wähnte. So schrieb er: „Beide sind aus der Nähe von Canton; Aßing von Heong San, Aho von Wong Bu, beides Städte nur einige Meilen von einander.“ Wie Rainer Schwarz darlegte, verweisen die Ortsbezeichnungen, die Oken gehört haben muss, allerdings nicht auf deren Heimatorte, sondern eher die ursprüngliche Heimat ihrer Familien. Nach seiner Einschätzung meint „Wong Bu“ dabei entweder den Hafen des heutigen Huangpu (chinesisch 黃埔 / 黄埔, Pinyin Huángpǔ) Distrikt, oder aber das ebenfalls im Perlflussdelta gelegene, aber anders geschriebene, Huangpu (chinesisch 黄圃, Pinyin Huángpǔ).
Im September 2017 wurden der Huangpu District und der Guangzhou Development District zusammengeführt. Am 18. September 2018 wurde die Luogang Street abgeschafft und die neue Luogang Street und die Changling Street eingerichtet; die Lilian Street und die East District Street wurden abgeschafft und die Yunpu Street eingerichtet. Am 7. März 2019 wurde die Jiulong Town abgeschafft und die Xinlong Town, die Jiufo Street und die Longhu Street eingerichtet; am 27. März wurde die Yunpu Street eingerichtet; am 28. März wurde die Changling Street gegründet; am 30. März wurde die neue Luogang-Straße eingerichtet.

## Wirtschaft
Huangpu ist ein Entwicklungsbezirk der südchinesischen Stadt Guangzhou und liegt im Herzen der Greater Bay Area (GBA), einem der wichtigsten Wirtschaftszentren Chinas. Laut einer Studie von Deloitte aus dem Jahr 2020 ist der Bezirk besonders wettbewerbsfähig in der Automobilbranche, der Elektro- und Energietechnik sowie der Chemie- und Lebensmittelbranche. Zu weiteren, aufstrebenden Branchen des Bezirks zählen neben dem Dienstleistungssektor die Informations- und Kommunikationstechnik, Biomedizin, neue Energie und neue Materialforschung. 43 % des gesamten industriellen Produktionswerts und 70 % des Hightech-Produktionswerts Guangzhous entfallen auf Huangpu, wodurch der Bezirk 2019 ein regionales BIP von 49,3 Milliarden USD erwirtschaftete und Anlageinvestitionen in Höhe von 19,68 Milliarden USD erhielt. Die tatsächliche Nutzung ausländischer Investitionen erreichte im Jahr 2021 2,57 Mrd. $, während der Wert des Außenhandels des Distriktes 326 Mrd. Yuan überstieg.
Der Huangpu-Distrikt ist der wichtigste Innovationsträger für die Greater Bay Area, der die Stadt Guangzhou zu China’s Vorzeigestadt und zu einem integrierten Gateway verwandeln soll. Der Distrikt zielt darauf ab, sich zu einem Technologie-, Bildungs- und Kulturzentrum zu entwickeln und zu einer internationalen Metropole aufzusteigen.
Im Jahr 2021 erzielte der Huangpu-Distrikt ein Bruttoregionalprodukt (BIP) von 415,837 Mrd. RMB (61,3 Mrd. US$), was einem Anstieg von 8,2 % gegenüber dem Vorjahr und einer durchschnittlichen zweijährigen Wachstumsrate von 6,1 % entspricht. Die Wertschöpfung der Primärindustrie betrug 470 Mio. RMB (70 Mio. US$), ein Plus von 19,3 % gegenüber dem Vorjahr; die Wertschöpfung der Sekundärindustrie belief sich auf 246,816 Mrd. RMB (36,38 Mrd. US$), ein Plus von 7,2 % gegenüber dem Vorjahr; und die Wertschöpfung der Tertiärindustrie betrug 168,550 Mrd. RMB (24,85 Mrd. US$), ein Plus von 9,6 % gegenüber dem Vorjahr.
2021 lag das Pro-Kopf-BIP des Huangpu-Distrikts bei 337.100 RMB (49.690 US$), 10,0 % höher als im Vorjahr und damit 2,2 Mal höher als der städtische Durchschnitt von 186.700 RMB (27.523 US$).
Nach den einheitlichen Buchführungsergebnissen des regionalen Bruttoinlandsprodukts (BIP) von Guangzhou erzielte der Bezirk Huangpu im Jahr 2023 ein regionales Bruttoinlandsprodukt (BIP) von 431,517 Milliarden Yuan, was einem Anstieg von 1,2 % gegenüber dem Vorjahr entspricht. Darunter betrug die Wertschöpfung der Primärindustrie 534 Millionen Yuan, was einem Anstieg von 10,1 % gegenüber dem Vorjahr entspricht; die Wertschöpfung der Sekundärindustrie betrug 232,594 Milliarden Yuan, was einem Rückgang von 2,0 % gegenüber dem Vorjahr entspricht; die Wertschöpfung der Tertiärindustrie betrug 198,390 Milliarden Yuan, was einem Anstieg von 5,5 % gegenüber dem Vorjahr entspricht. Das jährliche Pro-Kopf-BIP betrug 357.500 Yuan, ein Anstieg von 0,2 Prozent im Vergleich zum Vorjahr, und lag damit über dem durchschnittlichen Niveau der Stadt von 195.900 Yuan und dem 2,2-fachen des städtischen Durchschnittsniveaus.
Auch für den internationalen Handel und die Investitionen der Region ist Huangpu von großer Bedeutung. Im Jahr 2019 verzeichnete der Bezirk ein Exportvolumen von 24,766 Milliarden USD und ein Importvolumen von 19,878 Milliarden USD, die höchsten Export- und Importvolumina unter den Bezirken Guangzhous. Die Auslandsinvestitionen im Bezirk beliefen sich im selben Jahr auf 2,28 Milliarden USD, was ihm den ersten Platz unter allen Entwicklungsbezirken Chinas einbrachte.
Darüber hinaus befindet sich Guangzhous Gericht für geistiges Eigentum in Huangpu. Es soll ansässige und in die Region investierende Unternehmen und Institutionen schützen. Darüber hinaus stellt es sicher, dass Genehmigungs- und Antragsverfahren, Gründung und Eintragung von Unternehmen sowie neue Niederlassungen in wenigen Tagen bearbeitet werden können. Die Geschwindigkeit der Verfahren wird hierbei unter der Bezeichnung „Huangpu Speed“ als besonderes Merkmal des Standort Huangpu vermarktet.
Im Jahr 2021 zählte der Huangpu-Distrikt insgesamt mehr als 1.000 nationale Einrichtungen, darunter Labors, Technologie-Innovationszentren, eine Reihe von Instituten der Chinesischen Akademie für Wissenschaften und verschiedene High-End-F&E-Zentren, die die Hälfte aller Einrichtungen in Guangzhou ausmachen. Außerdem befand sich hier neun hochrangige Institute für Innovationen, die zwei Drittel der Gesamtzahl in der Provinz Guangdong ausmachte. Die Fläche der wissenschaftlichen und technologischen Gründerzentren betrug mehr als 5 Millionen Quadratmeter, und es wurden insgesamt 113 Gründerzentren errichtet, darunter 16 nationale, was 38 % der Gesamtzahl in Guangzhou ausmacht. Die Gesamtzahl der Hightech-Unternehmen in der Region belief sich auf 2.256, darunter 128 neue Hightech-Unternehmen im selben Jahr; die Zahl der wissenschaftlich-technisch orientierten KMUs lag bei über 2.000; es wurden 413 schnellwachsende Jungunternehmen sowie 5 Einhörner (potenzielle Einhörner) in der Region ermittelt. Darüber hinaus wurden 692 Schlüsselprojekte in Wissenschaft und Technologie mit einer Finanzierung in Höhe von 54,1 Millionen US-Dollar von Behörden genehmigt. Die Zahl der an Unternehmen erteilten Patente betrug 26.813, die 14,5 % der Gesamtzahl der Stadt Guangzhou entspricht. Im Rahmen des nationalen Talent-Programms wurden insgesamt 1.151 Top-Talente auserwählt; damit erreichte Huangpu die höchste Anzahl an Top-Talenten in der gesamten Stadt Guangzhou und auch in der gesamten Provinz Guangdong.
Während des 14. Fünfjahresplans wird sich der Distrikt auf die Umsetzung seines "Vier-Billionen-Plans" konzentrieren, um eine Industrieproduktion, staatliches Kapital, Rohstoffverkäufe und Anlageinvestitionen im Umfang von jeweils 1 Billion RMB zu erreichen und zwei aufstrebende Industriecluster von Weltrang aufzubauen, nämlich Informationstechnologie der nächsten Generation und Biotechnologie. Darüber hinaus werden vier strategische, aufstrebende Industriecluster in den Bereichen integrierte Schaltkreise, neue Werkstoffe, grüne Energie und High-End-Ausrüstung geschaffen und die beiden Cluster der fortgeschrittenen Fertigungsindustrie in den Bereichen Automobil sowie Kosmetik und Gesundheitswesen gestärkt. Der Distrikt wird auch zukunftsorientierte Industrien einbringen, z. B. Intelligenz, die vom Gehirn inspiriert ist, zukünftige Netzwerke, Tiefsee- und Raumfahrtexploration, Wasserstoff-Energie und Energiespeicherung in einer zukunftsorientierten Weise.
Jährliches BIP-Wachstum von 1,2 %, der Region Anlagevermögen Investitionen über 200 Milliarden Yuan, was einem Anstieg von 4,1 %, der Gesamtbetrag der Investitionen, um die nationale wirtschaftliche Entwicklung Zonen und der Provinz Bezirke erste. Allgemeine öffentliche Haushaltseinnahmen von 20,81 Milliarden Yuan, ein Anstieg von 14,3 %, von denen 16,78 Milliarden Yuan der Steuereinnahmen auf Kreisebene. Die Marktteilnehmer florierten: 49.000 neu registrierte Marktteilnehmer, ein Anstieg von 91,5 Prozent, und 247.000 Marktteilnehmer, ein Anstieg von 14,2 Prozent. Es wurden 3 Aktivitäten zum Baubeginn und zur Aufnahme der Testproduktion durchgeführt. 183 Projekte begannen mit dem Bau und 120 Projekte wurden in die Testproduktion überführt. Sie schloss die Lagerung von 8630 mu Industrieland ab und führte 402 neue hochwertige Projekte ein.
Bis Januar 2024 hat der Bezirk Huangpu eine Reihe innovativer Reformen eingeführt, um eine nationale Zone zur Förderung des Importhandels einzurichten und das Ökosystem für Unternehmen zu verbessern. Dies hat zur Unterzeichnung von mehr als 400 Projekten mit einem Investitionswert von über 350 Mrd. RMB geführt und die Attraktivität von Guangzhou für in- und ausländische Investoren erhöht.

### Industriesektoren
Die Aufteilung zwischen Primär-, Sekundär- und Tertiärsektor hat sich seit 2015 verschoben. 2015 hatte der tertiäre Sektor einen Anteil von 29,1 % am BIP des Huangpu-Distrikts, während der sekundäre Sektor 70,6 % und der primäre Sektor 0,3 % ausmachten. Im Jahr 2019 war der Anteil des tertiären Sektors auf 35,7 % des BIP des Huangpu-Distrikts gestiegen, während der sekundäre Sektor auf 64,1 %, und der primäre Sektor respektive auf 0,2 % gesunken war. Obwohl der Anteil des tertiären Sektors gestiegen ist, dominiert in Huangpu also dennoch nach wie vor der sekundäre Sektor.
Im Jahr 2021 zählte der Huangpu-Distrikt insgesamt mehr als 1.000 nationale Einrichtungen, darunter Labors, Technologie-Innovationszentren, eine Reihe von Instituten der Chinesischen Akademie der Wissenschaften und verschiedene hochrangige FuE-Zentren, was die Hälfte der Gesamtzahl in Guangzhou ausmacht. Darüber hinaus beherbergt der Bezirk neun hochrangige Innovationsinstitute der Provinz, was zwei Drittel der Gesamtzahl in der Provinz Guangdong ausmacht.
Die Dominanz des sekundären Sektors lässt sich auch an der wachsenden Industrieproduktion ablesen. Zwischen 2017 und 2019 stieg der Gesamtwert der Industrieproduktion oberhalb der festgelegten Größe von 745,91 Mrd. RMB auf 739,65 Mrd. RMB. Nach Sektoren unterteilt sich die gesamte Industrieproduktion wie folgt:
Im Jahr 2021 zählte der Huangpu-Distrikt insgesamt mehr als 1.000 nationale Einrichtungen, darunter Labors, Technologie-Innovationszentren, eine Reihe von Instituten der Chinesischen Akademie der Wissenschaften und verschiedene hochrangige FuE-Zentren, was die Hälfte der Gesamtzahl in Guangzhou ausmacht. Darüber hinaus beherbergt der Bezirk neun hochrangige Innovationsinstitute der Provinz, was zwei Drittel der Gesamtzahl in der Provinz Guangdong ausmacht.

#### Automobilbranche
Die Automobilindustrie des Huangpu-Distrikts erzielte im Jahr 2019 einen Gesamtindustrieproduktionswert von 167,88 Milliarden RMB. Zu den in Huangpu vertretenen Unternehmen gehören Magna, Webasto, JATCO, Honda, Xpeng Motors, Stanley Electric und Baoneng Motor.

#### Elektronikindustrie
Die Elektronikindustrie des Huangpu-Distrikts erzielte 2019 einen industriellen Produktionswert von insgesamt 162,41 Milliarden RMB. Zu den vertretenen Unternehmen gehören LG, Jabil Circuit und Skyworth. Ein weiteres Unternehmen, das es hervorzuheben gilt, ist Guangzhou Shiyuan Electronic Technology Company Limited, ein Anbieter von LCD-Controller-Boards mit Sitz im Huangpu-Distrikt. Seit seiner Gründung im Jahr 2005 hat der Anbieter von LCD-Controller-Platinen einen Anteil von über 29 % am Weltmarkt und 61 % am chinesischen Inlandsmarkt im Jahr 2019 erreicht.

#### Energiewirtschaft
Die Energiewirtschaft des Huangpu-Distrikts erzielte 2019 einen Gesamtproduktionswert von 161,44 Mrd. RMB. Diese Summe stammt hauptsächlich aus der Produktion hocheffizienter, energiesparender Geräte, die von Deloitte als das wettbewerbsfähigste Produkt im Huangpu-Distrikt angesehen werden. Zu den namhaften Unternehmen der Energiebranche in Huangpu gehören China Southern Power Grid, die Sinopec Group, Kinfa, Guangzhou Hengyun, Guangzhou Hirp Chemical, Guangdong Yuehua Power und Guangzhou GCL Power.

#### Hochwertige chemische Industrie
Die High-End-Chemieindustrie des Huangpu-Distrikts erzielte 2019 einen industriellen Produktionswert von insgesamt 62,21 Milliarden RMB. Bei den produzierten Gütern handelt es sich hauptsächlich um Kosmetika, Haushaltspflege, Düfte, Aromen und Feinchemikalien. Zu den namhaften Unternehmen gehören P&G, Amway, Colgate und Guangzhou NipponPaint.

#### Lebensmittel- und Getränkeindustrie
Die Lebensmittel- und Getränkeindustrie des Huangpu-Distrikts erzielte im Jahr 2019 einen Gesamtproduktionswert von 57,89 Milliarden RMB. Sie produziert eine Vielzahl an Lebensmitteln, darunter auch nachhaltige und organische Lebensmittel. Zu den namhaften Unternehmen gehören Mars, Pepsi, Coca-Cola, MeadJohnson, BiosTime, Uni-President und Yantang Dairy.
Im September 2023 erhielt Yihexi Technology von der Marktaufsichtsbehörde des Bezirks Huangpu als erstes Unternehmen in der Provinz Guangdong eine Lizenz für die automatische Herstellung und den Verkauf von Lebensmitteln.

#### Elektromaschinenindustrie
Die Elektromaschinenindustrie des Huangpu-Distrikts erzielte 2019 einen industriellen Produktionswert von insgesamt 22,56 Milliarden RMB. Die Branche umfasst unter anderem Verarbeitungsgeräte, Mess- und Steuergeräte. Zu den namhaften Unternehmen gehören Panasonic, Hitachi, Siemens, Schneider, Guangzhou Nanyang Cable und Guangzhou Zhiguang Electric.

#### Aufstrebende Industrien
Die Informationstechnologie-Industrie der neuen Generationbesteht in Huangpu aus integrierten Schaltkreisen, neuartigen Anzeigetafeln, intelligenten Terminals und anderen Betriebsdiensten für intelligente Finanzen, Big-Data-Lösungen sowie Lösungs- und Dienstleistungsanbietern für Telekommunikation und Informationstechnologie. Im Jahr 2019 erzielten diese Sektoren eine kumulierte industrielle Gesamtproduktion im Wert vom 161,47 Milliarden RMB. Zu den repräsentativen Unternehmen gehören Guangzhou CanSemi Technology, LG, Shiyuan Electronic, GRG Banking, Comba Telecom oder Haige Communications. Darüber hinaus entwickelt der Bezirk drei Grundlagen für Zukunftsindustrien:
Erstens, 5G und Autonomes Fahren. Im Jahr 2019 hat der Bezirk 2.500 5G-Basisstationen, zwei intelligente 5G-Fabriken und einen Demonstrationsbezirk für autonomes Fahren unter Nutzung von 5G errichtet. Erste Versuche haben gezeigt, dass die Datenerfassung für die Entwicklung des autonomen Fahrens in Guangzhou viel besser war als im Silicon Valley. Während die Zahl der Autos, denen das Versuchsfahrzeug begegnete, an beiden Orten etwa gleich hoch war, war die Zahl der Fußgänger in Guangzhou fünfmal höher als im Silicon Valley und die Zahl der Radfahrer viermal so hoch. Dies ermöglichte eine viel reichhaltigere Generierung von Daten zum autonomen Fahren.
Zweitens: Blockchain. Einem 2020 erschienenen Bericht von Deloitte zufolge hat der Bezirk die Blockchain-Technologie auf eine Vielzahl von Dienstleistungen angewandt, darunter Finanzen, Fertigung, Qualitätskontrolle und staatliche Dienstleistungen.
Drittens: Industrielles Internet. Demselben Bericht von Deloitte zufolge treibt der Bezirk den Aufbau von Knotenpunkten auf nationaler Ebene im Rahmen der „Industrial Internet Identification Resolution“ voran. Im Großen und Ganzen erlaubt diese Identifikationslösung des industriellen Internets (chinesisch 國家工業互聯網標識解析體系 / 国家工业互联网标识解析体系, Pinyin Guójiā Gōngyè Hùliánwǎng Biāozhì Jiěxī Tǐxì) die Identifizierung von Entitäten und virtuellen Objekten im Internet der Dinge und kann mit dem im „normalen“ Internet verwendeten Domain Name System (DNS) verglichen werden.

#### Wirtschaft im Tiefflug und Innovationen in der Luftfahrt
Der Bezirk leistet Pionierarbeit im Bereich der Wirtschaft in geringer Höhe, wozu auch die Entwicklung von Innovationen in der Luftfahrt gehört. So erhielt EHang Holdings mit Sitz in Huangpu die erste Zertifizierung für bemannte eVTOL-Flugzeuge (elektrische Senkrechtstarter und -landegeräte), womit der Bezirk eine Vorreiterrolle im Bereich des städtischen Luftverkehrs einnimmt. Huangpu integriert aktiv wirtschaftliche Aktivitäten in geringer Höhe mit der Stadtverwaltung und dem Tourismus, und der Bezirk verfügt über 45 Unternehmen, die an der industriellen Kette in geringer Höhe beteiligt sind.
Der Huangpu-Distrikt in Guangzhou entwickelt aktiv seine Niedrigflughöhenwirtschaft, die sich hauptsächlich auf die allgemeine Luftfahrt und verwandte Industrien konzentriert, einschließlich der Forschung, Herstellung, des Betriebs und der Dienstleistungen von Niedrigflughöhenflugzeugen wie Drohnen und Hubschraubern. Das Wachstum der Niedrigflughöhenwirtschaft im Huangpu-Distrikt spielt eine wichtige Rolle bei der Diversifizierung und Modernisierung der regionalen Wirtschaft:

##### Industrielle Grundlage und Vorteile
Der Huangpu-Distrikt, als Wirtschafts- und Technologieentwicklungszone in Guangzhou, verfügt über eine starke industrielle Basis und politische Unterstützung. Der Distrikt hat eine Reihe von Unternehmen angezogen, die sich auf die Flugzeugherstellung, Drohnenforschung und -entwicklung sowie Luftfahrtdienstleistungen spezialisiert haben und so eine relativ vollständige Industriekette gebildet haben. Seine vorteilhafte geografische Lage, kombiniert mit einer starken Logistik-, Technologie- und Fertigungskapazität, bietet eine solide Unterstützung für die Entwicklung der Niedrigflughöhenwirtschaft.

##### Politische Unterstützung
Die Stadtverwaltung von Guangzhou und die Bezirksregierung von Huangpu haben mehrere politische Maßnahmen zur Unterstützung der Entwicklung der Niedrigflughöhenwirtschaft eingeführt, wie den „Entwicklungsplan für die Niedrigflughöhenwirtschaft in Guangzhou (2020-2035)“ und „Mehrere Maßnahmen zur Förderung der Entwicklung der Niedrigflughöhenwirtschaft im Huangpu-Distrikt und in der Guangzhou-Entwicklungszone“. Diese Maßnahmen zielen darauf ab, den Bau von Infrastrukturen der Niedrigflughöhenwirtschaft zu fördern, technologische Innovationen zu stärken, die industrielle Struktur zu optimieren und Investitionen und Innovationen im Bereich der Niedrigflughöhenwirtschaft zu fördern.

##### Technologie und Innovation
Der Huangpu-Distrikt fördert aktiv technologische Innovationen in der Niedrigflughöhenwirtschaft und konzentriert sich auf die Entwicklung von Kerntechnologien für Drohnen, allgemeine Luftfahrtflugzeuge und intelligente Fluggeräte. Drohnen werden beispielsweise zunehmend in der Logistik, Inspektion, Landwirtschaft und Notfallrettung eingesetzt. Mehrere High-Tech-Unternehmen und Forschungseinrichtungen im Distrikt widmen sich dem technologischen Durchbruch und der Industrialisierung der Niedrigflughöhenwirtschaft.

##### Wichtige Projekte und Unternehmen
Der Distrikt beherbergt mehrere Schlüsselprojekte im Zusammenhang mit der Niedrigflughöhenwirtschaft, wie Drohnen-F&E- und Produktionsstätten und Industrieparks für die allgemeine Luftfahrt. Darüber hinaus sind eine Reihe führender Unternehmen und Startups, wie DJI und EHang, aktiv in der Niedrigflughöhenwirtschaft in Huangpu tätig, was den Distrikt zu einem wichtigen Zentrum für Innovation in diesem Sektor macht.

##### Erweiterung der Anwendungsszenarien
Die Anwendungsszenarien für die Niedrigflughöhenwirtschaft im Huangpu-Distrikt werden erweitert und umfassen Bereiche wie Logistik, Stadtverwaltung, Umweltüberwachung, Notfallrettung und Tourismus. Besonders die Anwendung von Drohnentechnologie in der städtischen Logistik und Notfallrettung bietet neue Lösungen für das intelligente Stadtmanagement.

##### Zukünftige Entwicklungsaussichten
Mit der weiteren Öffnung der Niedrigflughöhensektoren durch die nationale Politik und der Reifung von Technologien wie Drohnen wird erwartet, dass die Niedrigflughöhenwirtschaft im Huangpu-Distrikt eine zunehmend bedeutende Rolle in der Wirtschaftsstruktur spielen wird. In Zukunft könnten im Distrikt weitere Durchbrüche bei der intelligenten Herstellung von Niedrigflughöhenflugzeugen, beim Aufbau von Niedrigflughöhentransportsystemen und bei der Entwicklung verwandter Dienstleistungsbranchen erzielt werden. 

### Industriecluster
Der Bezirk Huangpu beherbergt vier Industriecluster. Erstens die China-Singapore Guangzhou Knowledge City (CSGKC), die sich auf forschungsintensive Wirtschaftszweige und Zukunftsbranchen konzentriert. Zweitens, die Huangpu Lingang Economic Zone, die auf die Dienstleistungsbranche ausgerichtet ist. Drittens, die Guangzhou Science City, ausgerichtet auf Innovation, Forschung und Entwicklung. Viertens, Guangzhou International Biotech Island mit Schwerpunkt Biomedizin. Sie alle werden durch nationale Subventionen und Vorzugspolitiken unterstützt.

#### China-Singapore Guangzhou Knowledge City
CSGKC, auch bekannt als „Sino-Singapore Guangzhou Knowledge City“ oder einfach „Guangzhou Knowledge City“, konzentriert sich auf forschungsintensive Wirtschaftszweige und Zukunftsbranchen wie Informationstechnologie, Herstellung von High-End-Geräten, Grüne Wirtschaft, Biomedizin, digitale Wirtschaft, neue Materialien und künstliche Intelligenz. Sie erstreckt sich über eine Fläche von 123 Quadratkilometern. Das Gebiet verbindet industrielle Entwicklung mit unterstützenden Einrichtungen, Forschungs- und Entwicklungsinstituten, Wohngebieten und kulturellen Attraktionen.
Die CSGKC liegt etwa 35 km nordöstlich des Stadtzentrums von Guangzhou und rund 25 km vom internationalen Flughafen Guangzhou Baiyun entfernt. Das Gebiet wurde 2010 von der Sino-Singapore Guangzhou Knowledge City Investment and Development Co. Ltd, einem Joint Venture zwischen dem in Singapur ansässigen Unternehmen CapitaLand und der Bezirksregierung von Huangpu, aus dem Boden gestampft. Im Jahr 2018 wurde die Initiative zu einem bilateralen Kooperationsprojekt auf staatlicher Ebene zwischen Singapur und der Volksrepublik China erhoben. Seit der Gründung haben sich bis 2020 insgesamt 1.803 Unternehmen in dem Gebiet registriert, wobei das registrierte Kapital 21,35 Milliarden USD und die Anlageinvestitionen rund 20,35 Milliarden USD erreichen.
CSGKC beherbergt mehrere Unternehmen und Projekte. Zu nennen ist hier beispielsweise Guangzhou CanSemi Technology, das im CSGKC die einzige 12-Zoll-Wafer-Produktionslinie der Provinz Guangdong betreibt. Ein weiteres, hervorzuhebendes Projekt ist das Apollo R&D Centre von Baidu, in dem intelligente Fahrzeuge erforscht und getestet werden.
Die GSGKC beherbergt auch mehrere akademische Einrichtungen. Erstens, das Sino-Singapore International Joint Research Institute, das gemeinsam vom CSGKC-Verwaltungsausschuss, Technischen Universität Südchina, der Technischen Universität Nanyang und der Sino-Singapore Guangzhou Knowledge City Investment and Development Co. gegründet wurde. Das Institut ist mit singapurischen und chinesischen Fachleuten besetzt und konzentriert sich auf die oben genannten Schlüsselindustrien der CSGKC. Es befasst sich mit der Forschung und Entwicklung neuer Produkte und Verfahren. Dabei arbeitet es mit lokalen Unternehmen und Investoren zusammen und dient als Inkubator für Unternehmen. Zweitens das Huangpu Institut der Universität der Chinesischen Akademie der Sozialwissenschaften, das 2020 gegründet wurde.
Für CSGKC wurde ein Konzept-Masterplan entwickelt, der darauf abzielt, Hightech-Geschäftsparks, Wohn-, Gewerbe-, Freizeit- und öffentliche Einrichtungen in einem Gebiet zu integrieren – einschließlich Nachbarschaftszentren, Grünverbindungen und Wasserparks. Dieser Masterplan sieht ein Netzwerk durch die gesamte Stadt vor, mit großen Grüngürteln, die die Stadt in die Nord-, Zentral- und Südstadt unterteilen. Dieses Konzept des Masterplans wurde von der Stadtverwaltung genehmigt und berücksichtigt.

#### Huangpu Lingang Economic Zone
Die Wirtschaftszone Huangpu Lingang befindet sich im südlichen Teil des Bezirks Huangpu. Sie erstreckt sich über eine Fläche von 27 Quadratkilometern Landfläche und 15 Quadratkilometern Wasserfläche und ist auf moderne Dienstleistungsunternehmen ausgerichtet. Der Cluster liegt direkt am Jangtse und beherbergt Häfen an der Küste sowie den zweiten Central Business District von Guangzhou. Zu seinen Schwerpunkten gehören Hafen- und Schifffahrtsdienste, Industriefinanzierung, wissenschaftliche Innovation, Humanressourcen, High-End- und E-Commerce, Kulturtourismus und Kreuzfahrtindustrie. Der Bezirk soll ein integriertes Dienstleistungszentrum für die internationale Schifffahrt werden, und es wird erwartet, dass sie ein wichtiger Verbindungspunkt für die Maritime Seidenstraße im Rahmen der Belt and Road Initiative wird.

#### Guangzhou Science City
Die Guangzhou Science City (GSC) erstreckt sich über eine Fläche von 37,47 Quadratkilometern. Sie konzentriert sich auf Hightech-Industrien, Forschungs- und Entwicklungseinrichtungen und die Entwicklung des Humankapitals. Hier befinden sich die ISA Science City International School sowie Unternehmen wie Samsung, LG, Sony, Hitachi, Cedar Center, Skyworth, Baoneng, Bio-Thera, Wondfo und Xiangxue Pharmaceutical. Einem Bericht von Deloitte zufolge wird die GSC am Bau von CASICloud, Ali feilonglink und dem Smart-IC der China State Shipbuilding Corporation Ltd. beteiligt sein.

#### Guangzhou International Biotech Island
Guangzhou International Biotech Island (GIBI), im Englischen einst auch als „Guanzhou Island“ oder „Dove Island“ bekannt, ist ein Biomedizin-Cluster im Huangpu-Distrikt. Es bildet das Zentrum der biotechnologischen Industrie in Guangzhou. Bis 2020 haben sich rund 130 Pharmaunternehmen auf der Insel angesiedelt, darunter KingMed Diagnostics oder Riton-Biomaterial. Im Jahr 2021 kündigten Geneseeq Technology Inc. und AstraZeneca ihre Pläne an, ein Bio-Diagnostic Innovation Center auf der Insel zu errichten.
Auf der Insel sind nationale und internationale Unternehmen der Biomedizin sowie Forschungs- und Entwicklungszentren angesiedelt. Dazu gehören biotechnologische Forschungs- und Entwicklungseinrichtungen sowie biologische Dienstleister. Eine vom Bundesministerium für Wirtschaft und Klimaschutz in Auftrag gegebene Studie prognostiziert, dass sich die Insel zu einem multifunktionalen Biotechnologiezentrum der Greater Bay Area entwickeln wird, da sie innerhalb des Stadtzentrums von Guangzhou liegt und gut in das Handels- und Wirtschaftssystem der Stadt integriert ist.
In Bio Island sind mehr als 500 Unternehmen ansässig, die in den Bereichen der Biowissenschaften tätig sind, darunter zählen Firmen aus den Bereichen Biomedizin, medizinische Geräte, Genetik und Proteintechnik sowie medizinische Tests und Diagnostik.
Darüber hinaus bietet die Bio-Insel ein reichhaltiges medizinisches Angebot mit dem höchsten Versorgungsgrad an Tertiärkliniken in China. In Bio Island befinden sich eines der drei großen medizinischen Zentren Chinas, das bis 2020 6 Krankenhausbetten pro 1.000 Einwohner anbieten soll. (weltweiter Durchschnitt 2,38).

### Finanzinstitutionen
Der Bezirk beherbergt mehrere verschiedene Finanzinstitute. Dazu gehören traditionelle Banken (wie die Guangzhou Rural Commercial Bank), aber auch Risikokapitalgeber (wie Baidu Ventures oder Korea Investment Partners). Dennoch stellen Banken die größte Anzahl (27 im Dezember 2020), gefolgt von Versicherern (25), Finanzleasing (22) und anderen (19).
Unter diesen Institutionen ist die Guangdong Equity Exchange besonders erwähnenswert. Sie ist die einzige Wertpapierbörse in der Provinz Guangdong, an der Unternehmen aus der gesamten Provinz notiert sind und gehandelt werden. Ende November 2020 belief sich ihre Zahl auf 19.726 mit einem Gesamtvolumen an Finanzierungs- und Handelstransaktionen von 120,707 Mrd. RMB.

### Außenwirtschaftliche Aktivitäten
Im Jahr 2021 erreichte das gesamte Import- und Exportvolumen des Huangpu-Distrikts US$ 48,12 Mrd. RMB, was einem Anstieg von 17,3 % gegenüber dem Vorjahr entspricht und 30,2 % des gesamten Import- und Exportvolumens der Stadt ausmacht. Der Anteil der Importe und Exporte in Schwellenländer nahm weiter zu, wobei der Anstieg vor allem die ASEAN-Staaten, die EU, Südkorea und Mexiko betraf.
Was die ausländischen Investitionen betrifft, so erhielt der Huangpu-Distrikt im Jahr 2021 US$ 5,625 Milliarden und verzeichnete einen Anstieg von 26,6 % gegenüber dem Vorjahr. Im tertiären Sektor verzeichneten 317 Projekte ein Investitionsvolumen aus dem Ausland in Höhe von insgesamt US$ 3,801 Mrd., was 67,6 % des Gesamtvolumens ausmacht. Diese konzentrierten sich hauptsächlich auf wissenschaftliche F&E- und Versuchsprojekte, Leasing- und Unternehmensdienstleistungen, die 47,5 % und 24,2 % des gesamten tertiären Sektors ausmachen.

## Bildung
Das Bildungssystem Huangpus zeichnet sich vor allem durch sein rasantes Wachstum und den Ausbau von Universitäten und Forschungsprojekten aus.

### Schulwesen
Der Distrikt weist eine große Bandbreite an öffentlichen Schulen auf, wie beispielsweise die an die Guangzhou Universität angeschlossene Mittelschule (chinesisch 廣州大學附屬中學 / 广州大学附属中学, Pinyin Guǎngzhōu dàxué fùshǔ zhōngxué, Jyutping gwong2 zau1 daai6 hok6 fu6 suk6 zung1 hok6) welche sich auf den „Huanghua Road Campus“ und den „University Town Campus“ verteilt, sowie zahlreiche weitere. Deren einzelne Auflistung würde an dieser Stelle zu weit führen, kann aber unter der angegebenen Quelle nachgeschlagen werden.
Der Huangpu Distrikt ist ebenso durch seine internationale Ausrichtung und privaten Schulen geprägt. Darunter befinden sich beispielsweise:
- Guangzhou International Primary School ZWIE (chinesisch 廣州市黃埔中黃外國語小學 / 广州市黄埔中黄外国语小学, Pinyin Guǎngzhōu Shì Huángpǔ zhōnghuáng wàiguóyǔ xiǎoxué, Jyutping gwong2 zau1 si5 wong4 bou3 zung1 wong4 ngoi6 gwok3 jyu5 siu2 hok6)
- Guangzhou International Middle School Huangpu ZWIE
- Nord Anglia International School Guangzhou (chinesisch Nord Anglia 廣州外籍人員子女學校 / Nord Anglia 广州外籍人员子女学校, Pinyin Nord Anglia Guǎngzhōu wàijí rényuán zǐnǚ xuéxiào, Jyutping Nord Anglia gwong2 zau1 ngoi6 zik6 jan4 jyun4 zi2 neoi5 hok6 haau6)
- American International School of Guangzhou (Huangpu Campus) (chinesisch 廣州美國人國際學校 / 广州美国人国际学校, Pinyin Guǎngzhōu Měiguórén Guójì Xuéxiào, Jyutping gwong2 zau1 mei5 gwok3 jan4 gwok3 zai3 hok6 haau6)

Die „Guangzhou International Primary School ZWIE“ hat sich im Jahr 2021 mit der „Guangzhou International Middle School Huangpu ZWIE“ zusammengeschlossen und bietet nun ein internationales Baccalaureate-Diplomprogramm an welches Schülerinnen und Schüler nach neun Jahren absolvieren können.
Seit dem Jahr 2021 ist ebenfalls die neue „SingChina Academy“ aufzuführen. Diese ist als ein kooperatives Projekt zwischen China und Singapur entstanden und verfolgt das Ziel einer ganzheitlichen Bildung für einheimische und internationale Schüler über 12 Jahre hinweg. Sie ist Mitglied der „Singapore Hwa Chong Family of Schools“, wie auch die bereits in den Jahren 1919 und 2005 gegründete „Hwa Chong Institution“ und die „Hwa Chong International School“ in Singapur.

### Universitäten
In der gesamten Provinz Guangdong findet sich eine Vielzahl an Universitäten und Colleges mit den unterschiedlichsten Ausrichtungen, davon sind rund 30 in der Hauptstadt Guangzhou. Von den in Guangzhou vertretenen Universitäten haben einige Campi in Huangpu, wie beispielsweise die Universität Guangzhou (chinesisch 廣州大學 / 广州大学, Pinyin Guǎngzhōu Dàxué, Jyutping gwong2 zau1 daai6 hok6), die dort einen Forschungscampus unterhält. Auch ausländische Universitäten sind vertreten, so unterhält beispielsweise die Universität Birmingham ein Forschungszentrum im Huangpu Distrikt.
Zudem bestehen in Huangpu Ambitionen zur Konstruktion mehrerer Universitäten. Die „Vision 2035“ des Distriktes sieht vor, in den Jahren 2021 bis 2025 eine eigene Huangpu Universität (chinesisch 黃埔大學 / 黄埔大学, Pinyin Huángpǔ Dàxué, Jyutping wong4 bou3 daai6 hok6) zu errichten. Außerdem soll durch den Zusammenschluss mehrerer Universitäten die Jiaotong-Universität Guangzhou (chinesisch 廣州交通大學 / 广州交通大学, Pinyin Guǎngzhōu Jiāotōng Dàxué, Jyutping gwong2 zau1 gaau1 tung1 daai6 hok6) gebildet werden. Auf ihrer Website spezifiziert die Stadtregierung weiter, die Universität solle nach ihrer Fertigstellung eine Gesamtfläche von über 780.000 Quadratmetern umfassen und Raum bieten für Lehre und Büros. Sie soll zudem als neues Forschungszentrum fungieren.

### Forschungsinstitutionen
In Huangpu befindet sich eine große Anzahl von Forschungsinstituten, die der dortigen Forschung unterstützend zur Seite stehen. Zum Teil werden sie von den lokalen Universitäten Huangpus betrieben werden. So verfügt die Guangzhou Universität beispielsweise über eine Vielzahl von Einrichtungen, die sich unterschiedlichen Bereichen der Forschung widmen. Neben den oben genannten Forschungszentren der Universitäten Guangzhou und Birmingham, findet sich in der China-Singapore Knowledge City ein gemeinsames Forschungszentrum der Technischen Universität Südchina und der Technischen Universität Nanyang. Daneben eröffnete auch die Universität der Chinesischen Akademie der Sozialwissenschaften 2020 ein Forschungsinstitut in Huangpu.
Zukünftig ist, der offiziellen Website des Distriktes zufolge, ein Ausbau der Forschungsinstitutionen geplant. So wird das „Huangpu Research Institute“ der Universität Guangzhou seit Ende 2021 ausgebaut und soll zukünftig ein eigenes akademisches Austauschzentrum sowie Büros und Labore beinhalten. Auch die Guangdong University of Foreign Studies (GDUFS) plant für das Jahr 2022 den Bau eines spezifischen Forschungsinstitutes in Huangpu. Sowohl das Forschungsinstitut der Guangdong Universität sowie der Guangzhou Universität sind Bestandteil eines Gesamtentwicklungsplanes der eigens ins Leben gerufenen „Wissenschafts- und Bildungsinnovationszone“ (2020–2023) der CSGKC.

### Der Plan für den Wissenschafts- und Innovationskorridor Guangzhou-Shenzhen
Dieser Plan wurde von der Regierung von Guangdong im Dezember 2017 veröffentlicht und zielt darauf ab, eine etwa 180 Kilometer lange Region zu errichten, die von der Grenze zwischen Guangzhou-Foshan im Norden über das Stadtzentrum von Guangzhou, den Songshan-See in Dongguan und das Stadtzentrum von Shenzhen bis zum Dapeng New District in Shenzhen im Süden zum Kerngebiet der Nationalen Unabhängigen Innovationsdemonstrationszone der GBA führt. Ziel ist es, den Aufbau des nationalen Zentrums für industrielle Innovation im Bereich Wissenschaft und Technologie und der Greater Bay Area Guangdong-Hongkong-Macao umfassend zu unterstützen, um die Umsetzung der innovationsorientierten Entwicklungsstrategie des Landes zu fördern.

### Großer Talentpool
In Guangzhou befinden sich 80 % der Universitäten und 70 % der F&E-Agenturen Guangdongs mit jährlich über 500.000 Absolventen, was eine ausreichende Talentreserve für Huangpu darstellt.
Der Bezirk verfügt über Teams, die von Nobelpreisträgern geleitet werden, sowie über professionelle Teams, die von den Akademikern Zhong Nanshan, Wang Xiaodong, Shi Yigong usw. angeführt werden. Bislang haben sich über 100 Akademiker und 1.000 hochkarätige Talente dem Bezirk angeschlossen, was ihn zu einem äußerst attraktiven Ziel für Talente in China macht.

## Transport
Der Huangpu Distrikt ist sowohl auf lokaler, nationaler als auch internationaler Ebene gut vernetzt. International kann der Distrikt aus der Ferne bestmöglich durch den Flughafen Guangzhou Baiyun (CAN) erreicht werden, welcher rund 40 Kilometer vom Distriktkern Huangpus, und sechs Kilometer von Guangzhou Stadt entfernt ist. Der Flughafen ist ein wichtiger Verkehrsknotenpunkt in Südchina von dem sowohl inländische als auch 16 internationale Flüge starten. Darüber hinaus ist das Autobahnnetz in Guangzhou gut ausgebaut. Somit kann durch eine rund 30-minütige Autofahrt sowie aber auch durch die Linie 3 der Guangzhou Metro, und Pendelbusse, der Flughafen zügig erreicht werden. Daneben stellt auch der Hafen Huangpus einen der wichtigsten Wasserwege Südchinas dar, was in seiner Lage am Perlfluss begründet ist. Über den Hafen kann der Hafen von Xiuying in Haikou erreicht werden.
In Huangpu ist die Fortbewegung durch das gut ausgebautes Metro- und Bus-System Guangzhous möglich. Guangzhou selbst verfügt über fünf Bahnhöfe von denen aus Städte in ganz China erreicht werden können. Einen Anlaufplatz bildet der „Guangzhou Huangpu Passagierbahnhof“. Dieser Passagierbahnhof umfasst dabei in seinem Streckennetz das Perlflussdelta-Gebiet sowie die Region Guangxi Zhuang, die Provinz Hunan, die Provinz Hubei sowie die Provinz Fujian.
Die Infrastrukturentwicklung schreitet ebenfalls zügig voran: Im Juni 2025 wurde der nördliche Abschnitt der Straßenbahnlinie 2 eröffnet. Die Yongjiu-Schnellstraße verbessert die Anbindung an Baiyun und Huadu. Gleichzeitig wurde die Landmarke „Knowledge Tower“ baulich vollendet – ein Symbol für Huangpus Rolle als Wissens- und Innovationszentrum. 
Durch die Guangzhou Metro ist Huangpu über fünf Linien vernetzt:
- 5 Linie 5 – Yuzhu 13, Dashadi, Dashadong, Wenchong
- 6 Linie 6 – Huangbei, Jinfeng, Xiangang, Suyuan 21, Luogang, Xiangxue
- 13 Linie 13 – Yuzhu 5, Yufengwei, Shuanggang, Nanhai God Temple, Xiayuan, Nangang
- 14 Linie 14 – Hongwei, Xinnan, Fengxia, Sino-Singapore Guangzhou Knowledge City, Hetangxia, Wangcun, Tangcun, Zhenlongbei, Zehnlong 21
- 21 Linie 21 – Shenzhoulu, Science City, Suyuan 6, Shuixi, Changping, Jinkeng, Zhenlongxi, Zhenlong 6

Zusätzlich ist Huangpu durch eine eigene Tram-Linie (THP1) an das öffentliche Verkehrsnetz angebunden und ist ebenfalls von der Metro aus erreichbar.

## Kultur
Kulturell gliedert sich der Huangpu Distrikt in die Bräuche und Traditionen Südchinas und insbesondere in die der umgebenden südchinesischen Provinz Guangdong ein. Erstmalig wurde Huangpu während der Jungsteinzeit besiedelt und eine Reihe von kulturellen Artefakten ist bis zum heutigen Tag erhalten, wie etwa die traditionellen Lingan-Gebäude und -Gärten.
Historisch bedeutsam ist vor allem die ehemalige Militärakademie Whampoa auf der Insel Whampoa Changzhou, zu deren Andenken im Jahr 1984 eine Gedenkhalle errichtet worden ist.
Huangpus kulturelle Vergangenheit spiegelt sich unter anderem in dem traditionellen „Guangzhou Folk Cultural Festival“ wider, welches jährlich zelebriert wird, und Bestandteil der im Süden Chinas und somit auch in Huangpu vertretenen Lingnan-Kultur ist. Jährlich findet zudem am 24. des ersten Mondmonats in der Region Hengsha ebenso das „Hengsha Folk Festival“ statt, dessen Ursprung bis in die Qing-Dynastie zurückgeführt werden kann. Während des Festivals werden unter anderem der traditionelle Löwentanz aufgeführt und Zongzi gemacht. Ebenfalls einmal im Jahr wird das Qixi-Festival (auch Qiqiao-Festival genannt), zelebriert, sowie das Yuanxiao-Fest.
Das Boluodan-Tempel-Fest, auch bekannt als Nanhai-Gottes-Tempel-Fest, wird seit der Song-Dynastie veranstaltet. Es ist ein lokales Tempelfest zum Gedenken an den Gott Zhurong und zur Feier seines Geburtstags. Als einziger Volksbrauch zur Verehrung eines Meeresgottes in China wurde das Boluodan-Tempelfest 2011 in die dritte Gruppe des chinesischen immateriellen Kulturerbes aufgenommen.
In der Provinz Guangzhou erfreut sich das alljährliche Drachenbrootfestival großer Beliebtheit. Dieses ist bereits seit der Ming- und Qing-Dynastie in China verbreitet, und bis heute sind Drachenbootrennen- und Performances im Zentrum der Feierlichkeiten.
Kulturelle Tradition spiegelt sich ebenfalls in der kulinarischen Ader des Distrikts wider. In diesem Kontext spielt insbesondere der an Huangpu angrenzende Perlfluss für die Speisen der Menschen eine große Rolle. Hier kann beispielsweise der „Tanka-Reiskuchen“ als eine Spezialität der ehemals in Guangdong und anderen südchinesischen Provinzen ansässigen Bootsbewohnern, den Fuzhou Tanka, angeführt werden. Ebenso zu nennen ist hier die „Fischtopfsuppe“ aus Nangang. Der offiziellen Website zufolge, erhalte der Fisch durch die Lage Nangangs an der Mündung des Perlflusses, und die resultierende Kreuzung von Salz- und Süßwasser, seinen besonderen Geschmack. Er wird sowohl im Herbst als auch im Winter gegessen.